# قرجغاي خان
مُقَرَّبُ الحَضرَة أَسفَهسَلَار قَرجَغَاي خَان (بالفارسية: مقرب‌الحضرت سپهسالار قرچغای خان) (وفاة: 25 مارس 1625) كان قائدًا عسكريًا في الدولة الصفويَّة وقائدًا مُخلصًا للشاه «عباس الأكبر». قاد حملات عسكريَّة لتحقيق الطُمُوحات الشاهانيَّة الصفويَّة، واشتهر بمجموعاته الخزفية البديعة.